# SHFV-Pokal 2024/25 (Frauen)
Der SHFV-Pokal 2024/25 war die 49. Austragung des schleswig-holsteinischen Verbandspokals der Frauen im Amateurfußball. Als Titelverteidiger trat erstmals der Kieler MTV an. Die Siegermannschaft Holstein Kiel qualifizierte sich für den DFB-Pokal 2025/26 und wurde durch den achten Titel zum alleinigen Rekordsieger des Wettbewerbs vor dem Wittenseer SV mit sieben Titeln.

## Spielmodus
Bei einem unentschiedenen Spielstand nach regulären 90 Minuten kommt es direkt im Anschluss zu einem Elfmeterschießen. Eine Verlängerung von zwei mal 15 Minuten ist lediglich für das Finale vorgesehen.

## Teilnehmende Mannschaften
Für den SHFV-Pokal qualifizieren sich alle Mannschaften, die in der Vorsaison in der Regionalliga Nord gespielt haben. Zusätzlich qualifizieren sich die Gewinner der einzelnen Kreispokale der Vorsaison sowie der Gewinner (oder die bestplatzierte noch nicht qualifizierte Mannschaft) des Flens-Cups Meister der Meister. Sollten nach Anwendung dieser Kriterien keine 16 Mannschaften zusammenkommen, qualifizieren sich zusätzlich die Finalisten der Kreispokale. Folgende Mannschaften waren für den SHFV-Pokal 2024/25 qualifiziert (in der Klammer ist die Ligenzugehörigkeit in dieser Spielzeit angegeben):
| Vereine der Regionalliga Nord 2023/24                                                                                 | Kreispokalsieger 2023/24 | Meister der Meister 2023/24        |
| - SV Henstedt-Ulzburg (III) - Holstein Kiel (III)                                                                     | - Herzogtum Lauenburg: SG Ratzeburg/Berkenthin (VI) - Holstein (Neumünster, Plön): SV Boostedt (IV) - Kiel: Sieger: Kieler MTV (III) Finalist: SSG Rot-Schwarz Kiel (IV) - Lübeck: Eichholzer SV (IV) - Nord (Nordfriesland, Schleswig-Flensburg und Flensburg): Sieger: SV Frisia 03 Risum-Lindholm (IV) Finalist: SG Langenhorn/Enge-Sande (V) - Ostholstein: SG Ostholstein RL (V) - Rendsburg-Eckernförde: SG NieBar (IV) - Segeberg: SV Wahlstedt (IV) - Stormarn: SSC Hagen Ahrensburg (IV) - Westküste (Dithmarschen, Steinburg): Sieger: Merkur Hademarschen (IV) Finalist: SV Neuenbrook/Rethwisch (V) | - Finalist: TSV Vineta Audorf (IV) |
| Ligaebene in Klammern: III = Regionalliga Nord • IV = Oberliga Schleswig-Holstein • V = Landesligen • VI = Kreisligen | |                                    |

## Achtelfinale
Die Auslosung der Achtelfinalpartien wurde am 9. Juli 2024 bekanntgegeben.
| Datum                 |                                  | Ergebnis  |                           |
| --------------------- | -------------------------------- | --------- | ------------------------- |
| 23.08.2024, 18:45 Uhr | SSG Rot-Schwarz Kiel (IV)        | 1:6 (1:4) | Holstein Kiel (III)       |
| 24.08.2024, 13:00 Uhr | SV Wahlstedt (IV)                | 0:7 (0:4) | SV Henstedt-Ulzburg (III) |
| 24.08.2024, 15:00 Uhr | SV Neuenbrook/Rethwisch (V)      | 2:6 (1:4) | SG NieBar (IV)            |
| 24.08.2024, 15:00 Uhr | Merkur Hademarschen (IV)         | 1:4 (1:2) | Eichholzer SV (IV)        |
| 24.08.2024, 15:00 Uhr | SSC Hagen Ahrensburg (IV)        | 4:1 (3:0) | TSV Vineta Audorf (IV)    |
| 25.08.2024, 14:00 Uhr | SG Langenhorn/Enge-Sande (V)     | 0:7 (0:5) | Kieler MTV (III)          |
| 25.08.2024, 14:00 Uhr | SV Frisia 03 Risum-Lindholm (IV) | 5:1 (3:1) | SV Boostedt (IV)          |
| 30.08.2024, 19:30 Uhr | SG Ratzeburg/Berkenthin (VI)     | 0:3 (0:1) | SG Ostholstein RL (V)     |

## Viertelfinale
Die acht Sieger des Achtelfinals spielten in dieser Runde die vier Halbfinalisten aus.
| Datum                 |                                  | Ergebnis              |                           |
| --------------------- | -------------------------------- | --------------------- | ------------------------- |
| 24.09.2024, 20:00 Uhr | SSC Hagen Ahrensburg (IV)        | 2:2 (1:1) (5:4 i. E.) | SV Henstedt-Ulzburg (III) |
| 01.10.2024, 19:00 Uhr | SG NieBar (IV)                   | 0:6 (0:3)             | Holstein Kiel (III)       |
| 03.10.2024, 14:00 Uhr | SV Frisia 03 Risum-Lindholm (IV) | 2:1 (1:0)             | Kieler MTV (III)          |
| 03.10.2024, 14:00 Uhr | SG Ostholstein RL (V)            | Nichtantritt HEIM     | Eichholzer SV (IV)        |

## Halbfinale
Die vier Sieger des Viertelfinals spielten in dieser Runde die beiden Finalisten aus.
| Datum                 |                                  | Ergebnis  |                     |
| --------------------- | -------------------------------- | --------- | ------------------- |
| 31.10.2024, 14.00 Uhr | SSC Hagen Ahrensburg (IV)        | 0:2 (0:0) | Eichholzer SV (IV)  |
| 31.10.2024, 14.30 Uhr | SV Frisia 03 Risum-Lindholm (IV) | 0:4 (0:2) | Holstein Kiel (III) |

## Finale
Die beiden Sieger des Halbfinals spielten im Endspiel den Pokalsieger aus.
| Eichholzer SV                                          | Eichholzer SV | Holstein Kiel | Holstein Kiel |
| ------------------------------------------------------ | --- | --- | ------------- |
| Eichholzer SV                                          | \| 25. Mai 2025 um 14:00 Uhr in Büdelsdorf (Eiderstadion) \| \| Ergebnis: 0:5 (0:3) \| \| Zuschauer: 560 \| \| Schiedsrichterin: Thao-Vy Nguyen \| | \| 25. Mai 2025 um 14:00 Uhr in Büdelsdorf (Eiderstadion) \| \| Ergebnis: 0:5 (0:3) \| \| Zuschauer: 560 \| \| Schiedsrichterin: Thao-Vy Nguyen \| | Holstein Kiel |
| Eichholzer SV                                          | Cheftrainer: Hanifi Demir ( Türkei) | Cheftrainer: Marcello Semonella | Holstein Kiel |
| Eichholzer SV                                          | 0:1 Arjela Lako (13.) 0:2 Ronja Jürgensen (27.) 0:3 Paula Marie Harder (38.) 0:4 Sandra Melanie Krohn (66.) 0:5 Paula Marie Harder (71.)           | | Holstein Kiel |
| 25. Mai 2025 um 14:00 Uhr in Büdelsdorf (Eiderstadion) | | |               |
| Ergebnis: 0:5 (0:3)                                    | | |               |
| Zuschauer: 560                                         | | |               |
| Schiedsrichterin: Thao-Vy Nguyen                       | | |               |